# Danh sách xã thuộc tỉnh Ninh Bình
Tính đến ngày 1 tháng 1 năm 2025, tỉnh Ninh Bình có 125 đơn vị hành chính cấp xã, trong đó có 101 xã.
Dưới đây là danh các xã thuộc tỉnh Ninh Bình hiện nay.
| Xã           | Trực thuộc         | Diện tích (km²) | Dân số (người) | Mật độ dân số (người/km²) | Thành lập |
| ------------ | ------------------ | --------------- | -------------- | ------------------------- | --------- |
| Ân Hòa       | Huyện Kim Sơn      |                 |                |                           |           |
| Chất Bình    | Huyện Kim Sơn      |                 |                |                           |           |
| Cồn Thoi     | Huyện Kim Sơn      |                 |                |                           |           |
| Cúc Phương   | Huyện Nho Quan     |                 |                |                           |           |
| Định Hóa     | Huyện Kim Sơn      |                 |                |                           |           |
| Đồng Hướng   | Huyện Kim Sơn      |                 |                |                           |           |
| Đồng Phong   | Huyện Nho Quan     |                 |                |                           |           |
| Đông Sơn     | Thành phố Tam Điệp | 20,67           |                |                           |           |
| Đức Long     | Huyện Nho Quan     |                 |                |                           |           |
| Gia Hòa      | Huyện Gia Viễn     |                 |                |                           |           |
| Gia Hưng     | Huyện Gia Viễn     |                 |                |                           |           |
| Gia Lạc      | Huyện Gia Viễn     |                 |                |                           |           |
| Gia Lâm      | Huyện Nho Quan     |                 |                |                           |           |
| Gia Lập      | Huyện Gia Viễn     |                 |                |                           |           |
| Gia Minh     | Huyện Gia Viễn     |                 |                |                           |           |
| Gia Phong    | Huyện Gia Viễn     |                 |                |                           |           |
| Gia Phú      | Huyện Gia Viễn     |                 |                |                           |           |
| Gia Phương   | Huyện Gia Viễn     |                 |                |                           |           |
| Gia Sinh     | Huyện Gia Viễn     |                 |                |                           |           |
| Gia Sơn      | Huyện Nho Quan     |                 |                |                           |           |
| Gia Tân      | Huyện Gia Viễn     |                 |                |                           |           |
| Gia Thanh    | Huyện Gia Viễn     |                 |                |                           |           |
| Gia Thủy     | Huyện Nho Quan     |                 |                |                           |           |
| Gia Trấn     | Huyện Gia Viễn     |                 |                |                           |           |
| Gia Trung    | Huyện Gia Viễn     |                 |                |                           |           |
| Gia Tường    | Huyện Nho Quan     |                 |                |                           |           |
| Gia Vân      | Huyện Gia Viễn     |                 |                |                           |           |
| Gia Xuân     | Huyện Gia Viễn     |                 |                |                           |           |
| Hồi Ninh     | Huyện Kim Sơn      |                 |                |                           |           |
| Hùng Tiến    | Huyện Kim Sơn      |                 |                |                           |           |
| Khánh An     | Huyện Yên Khánh    |                 |                |                           |           |
| Khánh Công   | Huyện Yên Khánh    |                 |                |                           |           |
| Khánh Cư     | Huyện Yên Khánh    |                 |                |                           |           |
| Khánh Cường  | Huyện Yên Khánh    |                 |                |                           |           |
| Khánh Dương  | Huyện Yên Mô       |                 |                |                           |           |
| Khánh Hải    | Huyện Yên Khánh    |                 |                |                           |           |
| Khánh Hòa    | Huyện Yên Khánh    |                 |                |                           |           |
| Khánh Hội    | Huyện Yên Khánh    |                 |                |                           |           |
| Khánh Hồng   | Huyện Yên Khánh    |                 |                |                           |           |
| Khánh Lợi    | Huyện Yên Khánh    |                 |                |                           |           |
| Khánh Mậu    | Huyện Yên Khánh    |                 |                |                           |           |
| Khánh Nhạc   | Huyện Yên Khánh    |                 |                |                           |           |
| Khánh Phú    | Huyện Yên Khánh    |                 |                |                           |           |
| Khánh Thành  | Huyện Yên Khánh    |                 |                |                           |           |
| Khánh Thiện  | Huyện Yên Khánh    |                 |                |                           |           |
| Khánh Thủy   | Huyện Yên Khánh    |                 |                |                           |           |
| Khánh Thượng | Huyện Yên Mô       |                 |                |                           |           |
| Khánh Trung  | Huyện Yên Khánh    |                 |                |                           |           |
| Khánh Vân    | Huyện Yên Khánh    |                 |                |                           |           |
| Kim Chính    | Huyện Kim Sơn      |                 |                |                           |           |
| Kim Định     | Huyện Kim Sơn      |                 |                |                           |           |
| Kim Đông     | Huyện Kim Sơn      |                 |                |                           |           |
| Kim Mỹ       | Huyện Kim Sơn      |                 |                |                           |           |
| Kim Tân      | Huyện Kim Sơn      |                 |                |                           |           |
| Kim Trung    | Huyện Kim Sơn      |                 |                |                           |           |
| Kỳ Phú       | Huyện Nho Quan     |                 |                |                           |           |
| Lạc Vân      | Huyện Nho Quan     |                 |                |                           |           |
| Lai Thành    | Huyện Kim Sơn      |                 |                |                           |           |
| Liên Sơn     | Huyện Gia Viễn     |                 |                |                           |           |
| Như Hòa      | Huyện Kim Sơn      |                 |                |                           |           |
| Ninh An      | Thành phố Hoa Lư   |                 |                |                           |           |
| Ninh Hải     | Thành phố Hoa Lư   |                 |                |                           |           |
| Ninh Hòa     | Thành phố Hoa Lư   |                 |                |                           |           |
| Ninh Khang   | Thành phố Hoa Lư   |                 |                |                           |           |
| Ninh Nhất    | Thành phố Hoa Lư   | 7,25            |                |                           |           |
| Ninh Tiến    | Thành phố Hoa Lư   | 5,19            |                |                           |           |
| Ninh Vân     | Thành phố Hoa Lư   |                 |                |                           |           |
| Phú Long     | Huyện Nho Quan     |                 |                |                           |           |
| Phú Lộc      | Huyện Nho Quan     |                 |                |                           |           |
| Phú Sơn      | Huyện Nho Quan     |                 |                |                           |           |
| Phúc Sơn     | Huyện Nho Quan     |                 |                |                           |           |
| Quảng Lạc    | Huyện Nho Quan     |                 |                |                           |           |
| Quang Sơn    | Thành phố Tam Điệp | 35,2            |                |                           |           |
| Quang Thiện  | Huyện Kim Sơn      |                 |                |                           |           |
| Quỳnh Lưu    | Huyện Nho Quan     |                 |                |                           |           |
| Tân Thành    | Huyện Kim Sơn      |                 |                |                           |           |
| Thạch Bình   | Huyện Nho Quan     |                 |                |                           |           |
| Thanh Sơn    | Huyện Nho Quan     |                 |                |                           |           |
| Thượng Hòa   | Huyện Nho Quan     |                 |                |                           |           |
| Thượng Kiệm  | Huyện Kim Sơn      |                 |                |                           |           |
| Tiến Thắng   | Huyện Gia Viễn     |                 |                |                           |           |
| Trường Yên   | Thành phố Hoa Lư   |                 |                |                           |           |
| Văn Hải      | Huyện Kim Sơn      |                 |                |                           |           |
| Văn Phú      | Huyện Nho Quan     |                 |                |                           |           |
| Văn Phương   | Huyện Nho Quan     |                 |                |                           |           |
| Xích Thổ     | Huyện Nho Quan     |                 |                |                           |           |
| Xuân Chính   | Huyện Kim Sơn      |                 |                |                           |           |
| Yên Đồng     | Huyện Yên Mô       |                 |                |                           |           |
| Yên Hòa      | Huyện Yên Mô       |                 |                |                           |           |
| Yên Lâm      | Huyện Yên Mô       |                 |                |                           |           |
| Yên Lộc      | Huyện Kim Sơn      |                 |                |                           |           |
| Yên Mạc      | Huyện Yên Mô       |                 |                |                           |           |
| Yên Mỹ       | Huyện Yên Mô       |                 |                |                           |           |
| Yên Nhân     | Huyện Yên Mô       |                 |                |                           |           |
| Yên Phong    | Huyện Yên Mô       |                 |                |                           |           |
| Yên Quang    | Huyện Nho Quan     |                 |                |                           |           |
| Yên Sơn      | Thành phố Tam Điệp | 13,52           |                |                           |           |
| Yên Thái     | Huyện Yên Mô       |                 |                |                           |           |
| Yên Thành    | Huyện Yên Mô       |                 |                |                           |           |
| Yên Thắng    | Huyện Yên Mô       |                 |                |                           |           |
| Yên Từ       | Huyện Yên Mô       |                 |                |                           |           |